# Forvandlingskugle
En forvandlingskugle også kaldet kæbeknuser er en type bolsje, typisk fremstillet af sukkermasse, men med flere lag i skiftende farver. Når man putter forvandlingskuglen i munden og sutter på den, skifter den farve, efterhånden som man får suttet de forskellige lag af.
Ordet "forvandlingskugle" bruges også i overført betydning om noget, der hele tiden forandrer sig.